# Marcelo Gracés
Marcelo Gracés (* 3. Februar 1976 in Flores; † 31. März 2013 in Montevideo) war ein uruguayischer Straßenradrennfahrer.
Gracés, der bereits im Alter von vier Jahren mit dem Radsport begann, gehörte im Verlaufe seiner Karriere dem Club Olímpico Juvenil in Trinidad an. In jener Stadt verbrachte er den größten Teil seiner sportlichen Laufbahn. Später wechselte er in Flores zu Porongos. In der Saison 2011/12 bildete er mit seinen Mitstreitern Ignacio Maldonado, Gabriel Richard, Emanuel Yanes, Roderick Asconeguy, Jorge Soto, Luis „Tamango“ Martínez und Matías Médici ein erfolgreiches Team bei der Mannschaft Brou Flores.
Der in Maldonado wohnhafte, verheiratete Vater dreier Töchter stand im Jahre 2013 in Reihen des Club Ciclista Fénix. Er stürzte auf der letzten Etappe der Vuelta Ciclista del Uruguay 2013, als er während des Zeitfahrens nach Lenkerbruch auf der Rambla unweit der Plaza Gomensoro mit einem Begleitmotorrad kollidierte. Zu diesem Zeitpunkt lag Gracés als 57. der Gesamtwertung mit der besten Zwischenzeit in der Etappenwertung in Führung. Auf der ersten Etappe jener Rundfahrt hatte er zuvor den dritten und auf der fünften Etappe den zweiten Platz belegt. Der mit schweren Kopfverletzungen sowie Atem- und Herzstillstand in die Asociación Española überführte Gracés verstarb bei der Einlieferung ins Krankenhaus.